# Лагард-Ашан
Лага́рд-Аша́н (фр. Lagarde-Hachan) — коммуна во Франции, находится в регионе Юг — Пиренеи. Департамент — Жер. Входит в состав кантона Миранд. Округ коммуны — Миранд.
Код INSEE коммуны — 32177.

## География
Коммуна расположена приблизительно в 630 км к югу от Парижа, в 80 км западнее Тулузы, в 28 км к югу от Оша.
На западе коммуны протекает река Петит-Баиз, а на востоке — река Сусон.

## Климат
Климат умеренно-океанический. Лето жаркое и немного дождливое, температура часто превышает 35 °С. Зимой часто бывает отрицательная температура и ночные заморозки. Годовое количество осадков — 700—900 мм.

## Население
Население коммуны на 2010 год составляло 155 человек.
| 1962 | 1968 | 1975 | 1982 | 1990 | 1999 | 2010 |
| ---- | ---- | ---- | ---- | ---- | ---- | ---- |
| 194  | 187  | 154  | 131  | 118  | 131  | 155  |

## Администрация
| Период | Период | Фамилия       | Партия | Примечания |
| ------ | ------ | ------------- | ------ | ---------- |
| 1995   | 2014   | Франсис Лекюр |        |            |
| 2014   | 2020   | Моник Ногес   |        |            |

## Экономика
В 2010 году среди 97 человек трудоспособного возраста (15-64 лет) 70 были экономически активными, 27 — неактивными (показатель активности — 72,2 %, в 1999 году было 70,3 %). Из 70 активных жителей работали 66 человек (31 мужчина и 35 женщин), безработных было 4 (1 мужчина и 3 женщины). Среди 27 неактивных 7 человек были учениками или студентами, 16 — пенсионерами, 4 были неактивными по другим причинам.

## Фотогалерея

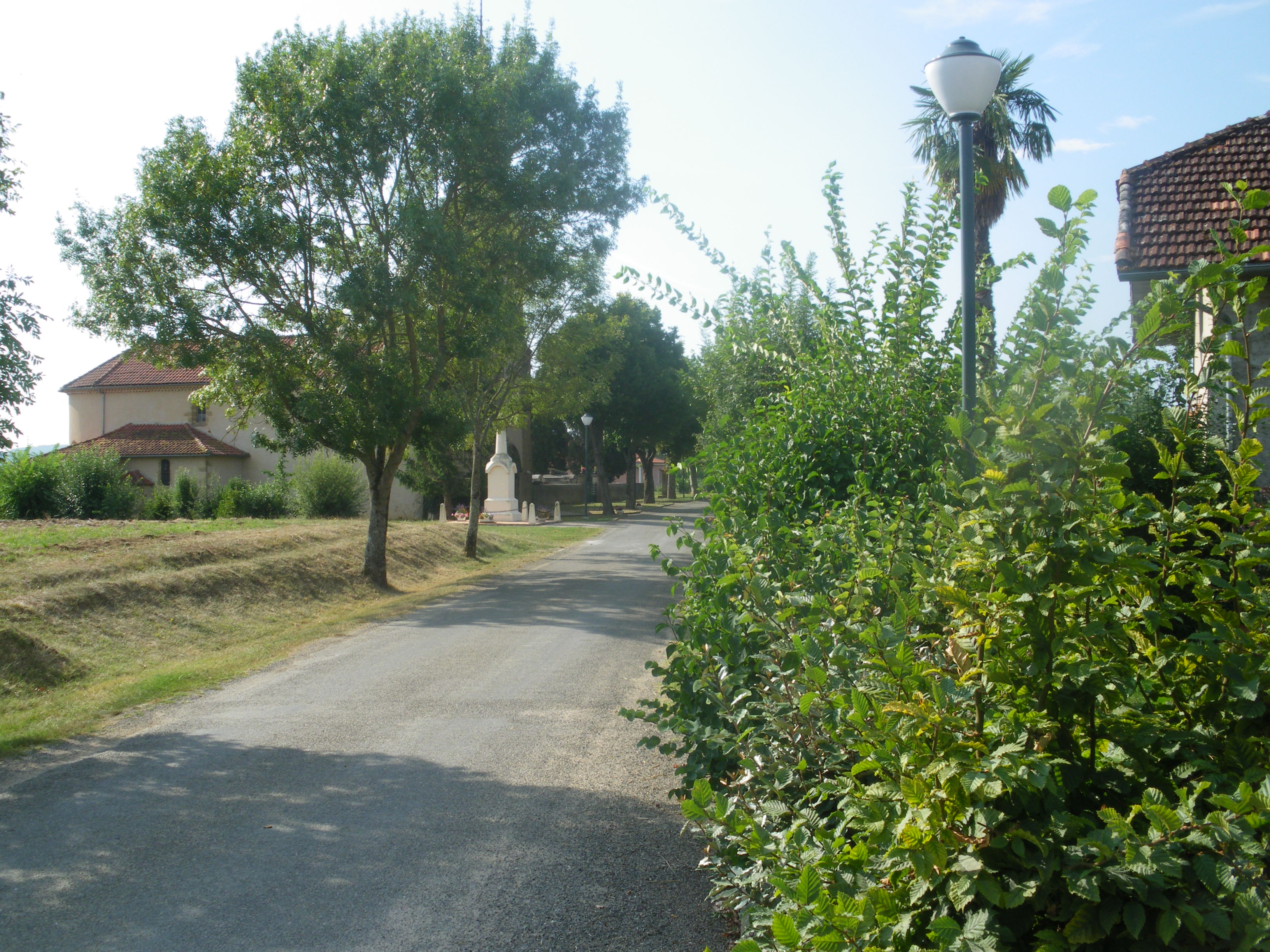
Лагард-Ашан
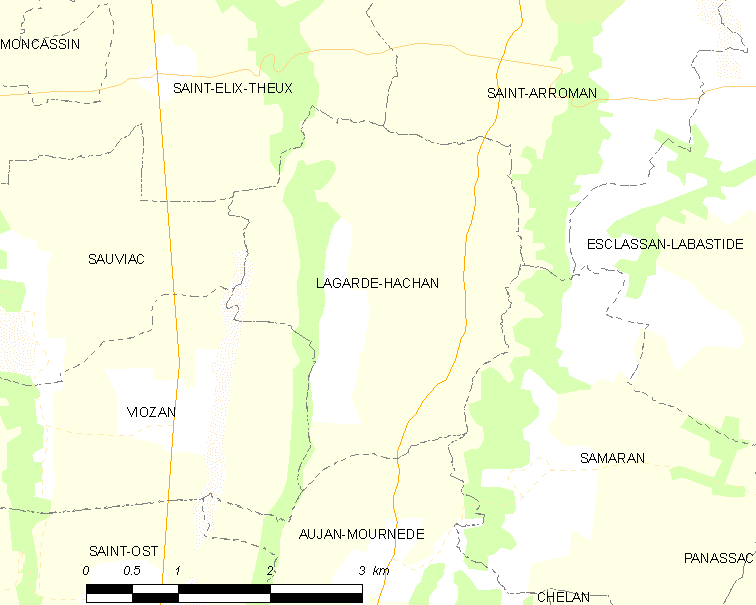
Карта коммуны